# Christian Dior
Pour les autres membres de la famille, voir Famille Dior.
Christian Dior, né le 21 janvier 1905 à Granville dans la Manche et mort le 24 octobre 1957 à Montecatini Terme en Italie, est un grand couturier français.
En 1947, il donne son nom à la maison de haute couture homonyme, financée par Marcel Boussac. Celle-ci s'illustre dès 1947 dans la haute couture et la parfumerie puis dans tous les métiers du luxe.

## Biographie

### Enfance

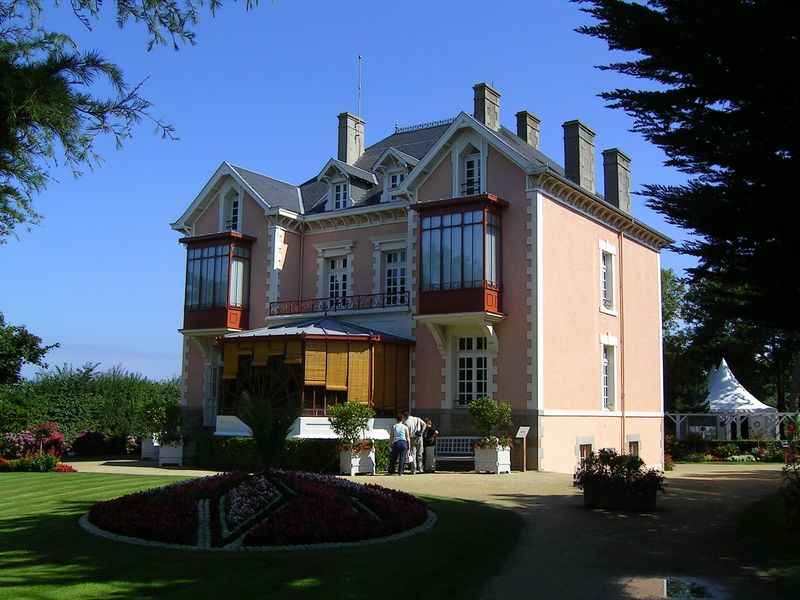
La maison (aujourd’hui un musée) de Christian Dior à Granville dans la Manche.

Christian Dior naît à Granville au cœur d’une famille d’industriels spécialisée dans les engrais, et l'eau de Javel : « L'engrais Dior, c'est de l'or » scandent les publicités de début du XXe siècle. Il est le deuxième des cinq enfants de Maurice Dior, riche industriel associé à son cousin germain, Lucien Dior (député et ministre du Commerce), et de Madeleine Dior, née Martin. Il raconte qu'en 1919, lors d’une kermesse en Normandie, une chiromancienne lui prédit : « les femmes vous seront bénéfiques, et c’est par elles que vous réussirez ».
Le jeune Christian grandit dans la villa Les Rhumbs à Granville dans une maison face à la Manche. La famille est prospère et il vit entouré de domestiques.
La famille Dior déménage à Paris en 1910, fin de la Belle Époque, période qui influencera le couturier plus tard. La maison de Granville sert alors de résidence secondaire, jusqu’en 1914 où les Dior décident de se replier jusqu’à la fin de la guerre. Au lendemain de la Première Guerre mondiale, Christian Dior retourne vivre à Paris avec sa famille. Son père veut qu'il suive une carrière diplomatique plutôt que les Beaux Arts ; Christian Dior s'inscrit en 1923 à l’École libre des sciences politiques, qu’il quitte en 1926 sans le moindre diplôme. Durant ses études, il se lie d’amitié avec quelques artistes des Années folles, notamment les poètes Max Jacob et Jean Cocteau, ainsi que des peintres ou des compositeurs.

### Christian Dior galeriste
Financé par son père qui refuse que le nom de « Dior » apparaisse sur l'enseigne, Christian Dior ouvre alors, en 1928, une galerie d’art avec son ami Jacques Bonjean puis une autre en 1931 avec comme troisième associé Pierre Colle dans une impasse donnant sur la rue La Boétie et rue Cambacérès,. « Notre ambition était d’y exposer autour de grands maîtres que nous admirions le plus : Picasso, Braque, Matisse, Dufy, les peintres que nous connaissions personnellement et estimions déjà beaucoup : Christian Bérard, Salvador Dalí, Max Jacob, les frères Berman… », explique Christian Dior dans son autobiographie. Ainsi, c’est dans la galerie avec Pierre Colle qu’est exposée pour une des premières fois en France la toile surréaliste de Dalí La Persistance de la mémoire, communément appelée « Les Montres molles » et peinte en 1931. En 1933, les galeristes organisent une exposition consacrée au surréalisme, qui rassemble les œuvres d’artistes et de poètes prestigieux comme Pablo Picasso, Salvador Dalí, Marcel Duchamp, René Magritte, Alberto Giacometti, Max Ernst, Man Ray, Joan Miró, Jean Arp, Artür Harfaux, Paul Éluard, Maurice Henry, George Hugnet, Léon Tutundjian, Valentine Hugo, Marcel Jean et Yves Tanguy. Le catalogue de l’exposition est préfacé par André Breton.
Au début des années 1930, son frère cadet tombe malade puis sa mère décède ; son père, victime de mauvaises spéculations contiguës à la Grande Dépression, est ruiné ; l'usine est cédée. La Villa Les Rhumbs à Granville est alors vendue à la municipalité qui en fait un jardin public (elle est aujourd’hui transformée en musée Christian-Dior, où est conservée une partie du patrimoine du couturier). Il dira de cette maison dans son autobiographie Christian Dior et moi : « La maison de mon enfance […] j'en garde le souvenir le plus tendre et le plus émerveillé. Que dis-je ? Ma vie, mon style, doivent presque tout à sa situation et à son architecture. »
En 1934, sans financement paternel, la galerie ferme, pâtissant du contrecoup de la crise de 1929. Christian Dior est alors forcé de liquider le stock des tableaux de la galerie à des prix dérisoires, et de se défaire de sa collection personnelle. Il s’en souvient en écrivant ses mémoires et regrette avec humour : « Que n’ai-je pu conserver ce stock de toiles maintenant inestimables et que ma famille tenait alors pour sans valeur ! ». Mais longtemps après la fermeture de la galerie, le goût du futur couturier pour l’art continuera à l’inspirer. Il y a ainsi des références au cubisme et à l’impressionnisme dans plusieurs de ses collections ; certaines de ses robes sont même baptisées de noms d’artistes comme les silhouettes Braque ou Matisse de la collection automne-hiver 1949-1950. Son appartement est saisi et il doit habiter chez ses amis.

### Christian Dior illustrateur
Durant dix années, Christian Dior vit de la générosité de ses amis et de la vente de quelques tableaux. Son ami, l'acteur Jean Ozenne remarque son talent de dessinateur et l'encourage à vendre ses croquis. C'est ainsi qu'en 1935, il vend ses premiers dessins de robes et de chapeaux chez Claude Saint-Cyr ou chez la modiste Madame Agnès, puis est embauché comme illustrateur par Le Figaro où il rencontre René Gruau. Vers 1937, il passe un an en convalescence à cause de la tuberculose puis revient à Paris l'année suivante, démarchant Lucien Lelong, sans succès.
Soutenu par quelques amis artistes, il crée, comme lors de son enfance, des costumes, en l’occurrence pour le cinéma et le théâtre, habillant notamment Odette Joyeux dans les films Le Lit à colonnes de Roland Tual en 1942, Le Baron Fantôme de Serge de Poligny ou Lettres d’amour de Claude Autant-Lara. Il fait également le siège des grandes maisons de l'époque, et parvient à faire accepter certains de ses croquis à Nina Ricci, Balenciaga et Schiaparelli.

### Débuts dans la haute couture
En 1938, Christian Dior est engagé par le grand couturier Robert Piguet — alors surnommé « le prince de la mode » — en tant que modéliste et dessinateur, il signe aussitôt trois collections. Un tailleur en pied-de-poule noir et blanc est son premier succès. On commence à parler de lui lorsque la Seconde Guerre mondiale éclate. Il passe alors un an comme ouvrier agricole dans le centre de la France, puis, démobilisé, rejoint son père et sa plus jeune sœur dans le Sud de la France. Sa sœur cadette Catherine, résistante pendant la guerre, est dénoncée pour ses activités. Elle est arrêtée par la Gestapo et déportée à Ravensbrück en juin 1944 avant d'être libérée en mai 1945.

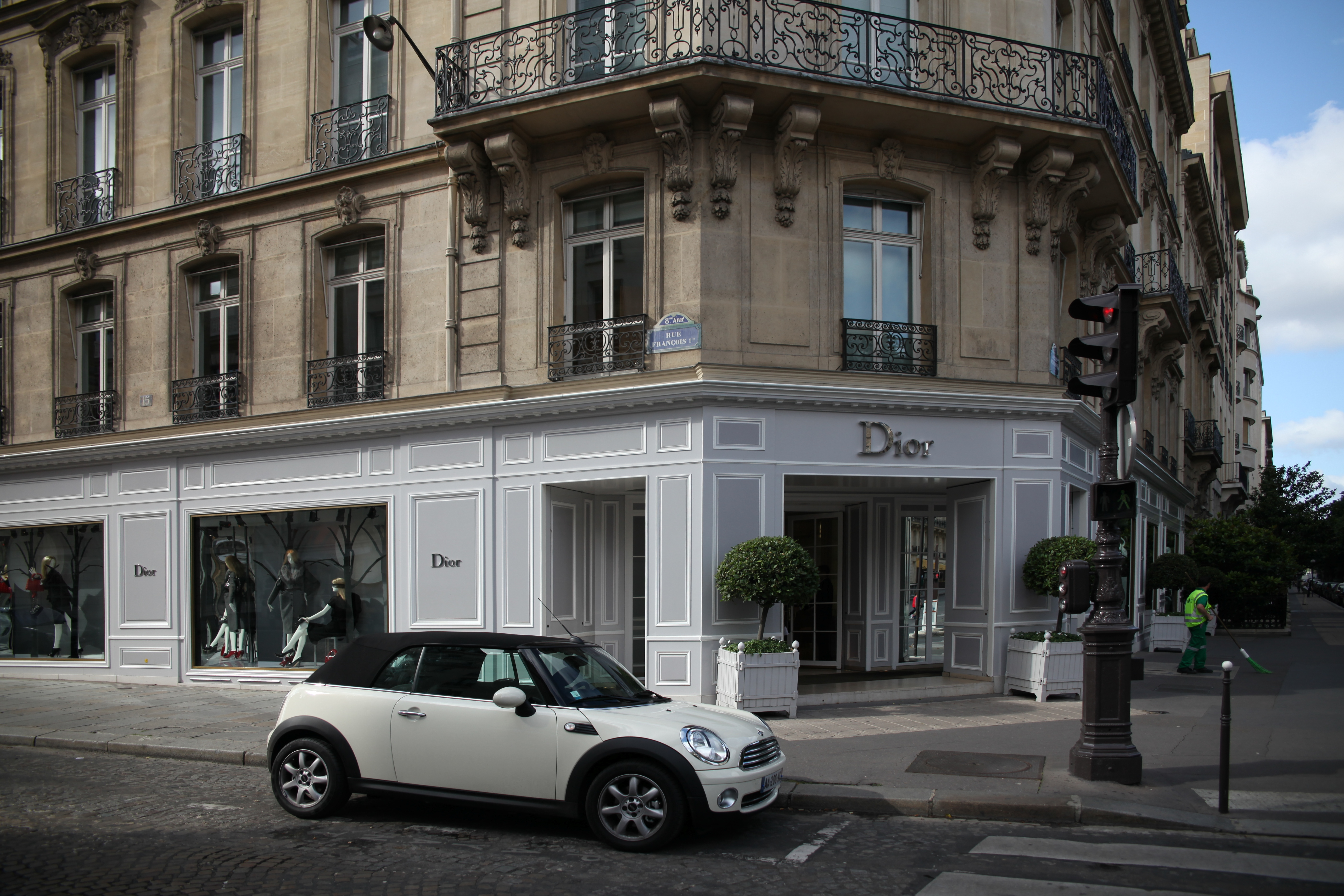
Hôtel particulier, 30 avenue Montaigne, Paris.

Il ne revient à Paris qu'en 1942, et entre comme « assistant styliste » aux côtés de Pierre Balmain, chez Lucien Lelong, une des plus grandes maisons de couture parisiennes : « Lelong, explique-t-il, nous apprit notre métier au milieu des pires restrictions dans […] la crainte permanente d'une fermeture inopinée ». Pierre Colle, l'ancien associé de la galerie, se propose de lui financer une maison de couture et l'emmène voir le 30, avenue Montaigne.
Christian Dior explique que, par un hasard de relations, il apprend l'intention de Marcel Boussac de relancer la maison Philippe et Gaston ; l'industriel cherche un styliste. Pourtant, pas convaincu la première fois, il rencontre plusieurs fois Marcel Boussac, le « roi du coton », milieu 1946, qui croit en son talent. En juillet, Christian Dior propose avec moult détails, non pas de relancer Philippe et Gaston, mais bien de créer sa propre maison. Boussac propose d'investir six millions de francs. Superstitieux, Dior, toujours selon la légende, se tourne vers une cartomancienne, qui s’exclame alors « Acceptez ! Acceptez ! Vous devez créer la maison Christian Dior ! Tout ce que l’on pourra vous offrir plus tard ne se compare pas à la chance d’aujourd’hui. ». Marcel Boussac lui accorde donc une maison à son nom, au 30, avenue Montaigne ; celle-ci, créée le 8 octobre 1946, est inaugurée le 16 décembre,. Mais l'ouverture reste compliquée : « L'esprit écartelé entre les travaux d'aménagement de la maison, le recrutement du personnel et la création des modèles, je me laissais parfois tomber d'épuisement sur les piles de tissus », précise Dior. Dior a bien négocié avec Boussac : en plus du contrôle exclusif, son salaire se voit complété par un tiers des bénéfices à venir. Il se lance ainsi dans la mode et la haute couture. Marcel Boussac, qui vend du tissu, a bien choisi son poulain : de trois mètres pour faire une robe auparavant, il en faut maintenant vingt pour une robe Christian Dior.
Le 12 février 1947, Christian Dior bouleverse la mode d’après-guerre avec son premier défilé. La maison Dior fonctionne alors comme tout le milieu de la haute couture de l’époque : le couturier dessine les robes qui sont ensuite réalisées dans un intense travail de collaboration avec ses équipes, composées notamment de Raymonde Zehnacker, son indispensable adjointe, de Marguerite Carré, directrice technique surnommée « Dame Couture » et de Mitzah Bricard, son assistante et directrice de la chapellerie. À eux quatre, ils forment ce que le photographe Cecil Beaton appelle « Dior et les trois destinées ». En parallèle, le couturier s’appuie sur Suzanne Luling, une amie d'enfance devenue directrice des salons qui s'occupe de la clientèle. Il peut également compter sur Jacques Rouët (directeur administratif et financier) et Harrisson Elliot, qui gère la publicité.

### Succès
Christian Dior rencontre immédiatement le succès en 1947 avec les lignes « Corolle » (le couturier s’inspirant des courbes des fleurs pour dessiner ses robes) et la ligne « En 8 » (la silhouette, avec sa taille marquée et ses formes arrondies, rappelle la forme du chiffre 8) surnommée « New Look », à la suite de la phrase prononcée plus tard par Carmel Snow, la rédactrice en chef de Harper's Bazaar : « It’s quite a revolution, dear Christian ! Your dresses are wonderful, they have such a new look ! ». La silhouette qu'il propose est d’une conception révolutionnaire : taille cintrée, poitrine haute et ronde, épaules étroites, jambes couvertes à 40 cm au-dessus du sol. Le couturier remet l'élégance et la féminité au premier plan, loin des préceptes imposés durant le conflit mondial. Au lendemain de l’Occupation, Christian Dior rend à la couture sa part de rêve et redonne aux femmes le goût de plaire et de susciter le désir. Il « construit » ses robes comme un architecte. Le luxe revient sur le devant de la scène après une longue période d’insécurité et d’angoisse, « un retour au seyant et au joli dont les femmes avaient été privées depuis bien des lustres ». Après la Seconde Guerre mondiale, « la France était (en effet) très pauvre, il n'y avait donc pas beaucoup d'argent pour promouvoir la haute couture française. Sous l’occupation, la mode reste marquée par les pénuries de tissu. Christian Dior crée sa collection, sous une profusion de matières luxueuses et abondantes, en réaction à cette austérité imposée : « Nous sortions à peine d’une époque démunie, parcimonieuse, obsédée par les tickets et les points-textile. Mon rêve prenait donc naturellement la forme d’une réaction contre cette pauvreté ».
Les collections suivantes surprennent autant que la première, notamment la « Ligne H » de 1954 surnommée « haricot vert », et « flat look » par la presse anglo-saxonne, où Dior efface les volutes des robes précédentes.
Si la notion de lignes nouvelles existait avant l’arrivée de Christian Dior dans le monde de la couture, c’est lui qui en fait un concept central, les modifiant à chaque nouvelle collection, créant à chaque fois une nouvelle silhouette. Chaque nouvelle ligne et chaque nouvelle présentation de collection Dior constitue donc un événement très attendu dans le monde de la mode à l’époque. Parmi toutes les lignes créées par le couturier (Corolle et En 8, puis de nouveau Corolle, Envol et Zig Zag, Ailée, Trompe l’œil, Milieu du Siècle, Verticale, Oblique, Naturelle, Longue, Sinueuse, Profilée, Tulipe, Vivante, Muguet, H, A, Y, Flèche, Aimant, Libre et Fuseau) il reste possible toutefois de distinguer trois grandes périodes dans le style de Christian Dior : la première est marquée par l’influence du New Look, surnom donné à la toute première collection, présentée en 1947. La deuxième s’étend de 1950 à 1953, elle est caractérisée par des courbes moins voluptueuses, où la taille et les hanches sont moins marquées. La dernière correspond à la ligne H de 1954, où la taille semble disparaître et où les courbes sont sensiblement gommées, dans une esthétique qui rappelle le style des années 1920.
Avant même la création de la maison de couture, son ami d’enfance, Serge Heftler-Louiche, qui a dirigé les Parfums Coty, lui propose de créer, en même temps que sa  maison de couture, une société de parfums. Christian Dior, Serge Heftler-Louiche et Marcel Boussac s’associent et créent en 1947 la société des Parfums Christian Dior. Le premier parfum s’appelle Miss Dior, en hommage à sa sœur Catherine Dior ; il est lancé en même temps que la première collection le New Look. Pour lui, le parfum « est le complément indispensable de la personnalité féminine, c’est le finishing touch d'une robe ».
Invité à Dallas par la maison Neiman Marcus qui lui décerne un Oscar, Christian Dior part pour les États-Unis à la conquête du marché de la mode dès 1947, soit moins d'un an après le lancement de sa première collection. Il y ouvre plus tard Christian Dior New York Inc.. Il instaure une politique active de relations publiques et de concession de licences dès l'année suivante et est le premier à avoir dans sa maison de couture un service de communication intégré. Avec l’aide de Jacques Rouët, son directeur administratif, qui deviendra après sa mort gérant de la société, il pose les fondations d'un véritable empire. Il institutionnalise la franchise et le dépôt de marque en louant son nom pour griffer des articles fabriqués en gros par des industriels qui lui reversent des royalties. C’est de cette manière que sont lancés les bas Dior en 1949, mis en scène dans une publicité où Marlène Dietrich a apposé sa signature. Un exemple parmi d’autres de l’esprit d’entrepreneur de Christian Dior, qui inaugure alors un modèle économique inédit pour l’époque. Il ouvre des bureaux de relations publiques à travers le monde. Il est le couturier des stars, dont les Américaines Olivia de Havilland, Rita Hayworth, Ava Gardner, Marilyn Monroe, Lauren Bacall, ou Liz Taylor. Marlène Dietrich, qui ne porte que du Dior,, l'impose aux producteurs de ses films, comme l’atteste la phrase : « No Dior, no Dietrich », qu’elle prononce en 1950, lorsque Alfred Hitchcock lui propose de jouer dans Le Grand Alibi.
En onze ans, son activité s'étend dans quinze pays et assure l’emploi de plus de deux mille personnes. En 1957, sa maison représente plus de la moitié des exportations de la couture française,, et Time Magazine le consacre à sa Une, Dior étant le premier couturier français à faire la couverture du magazine.

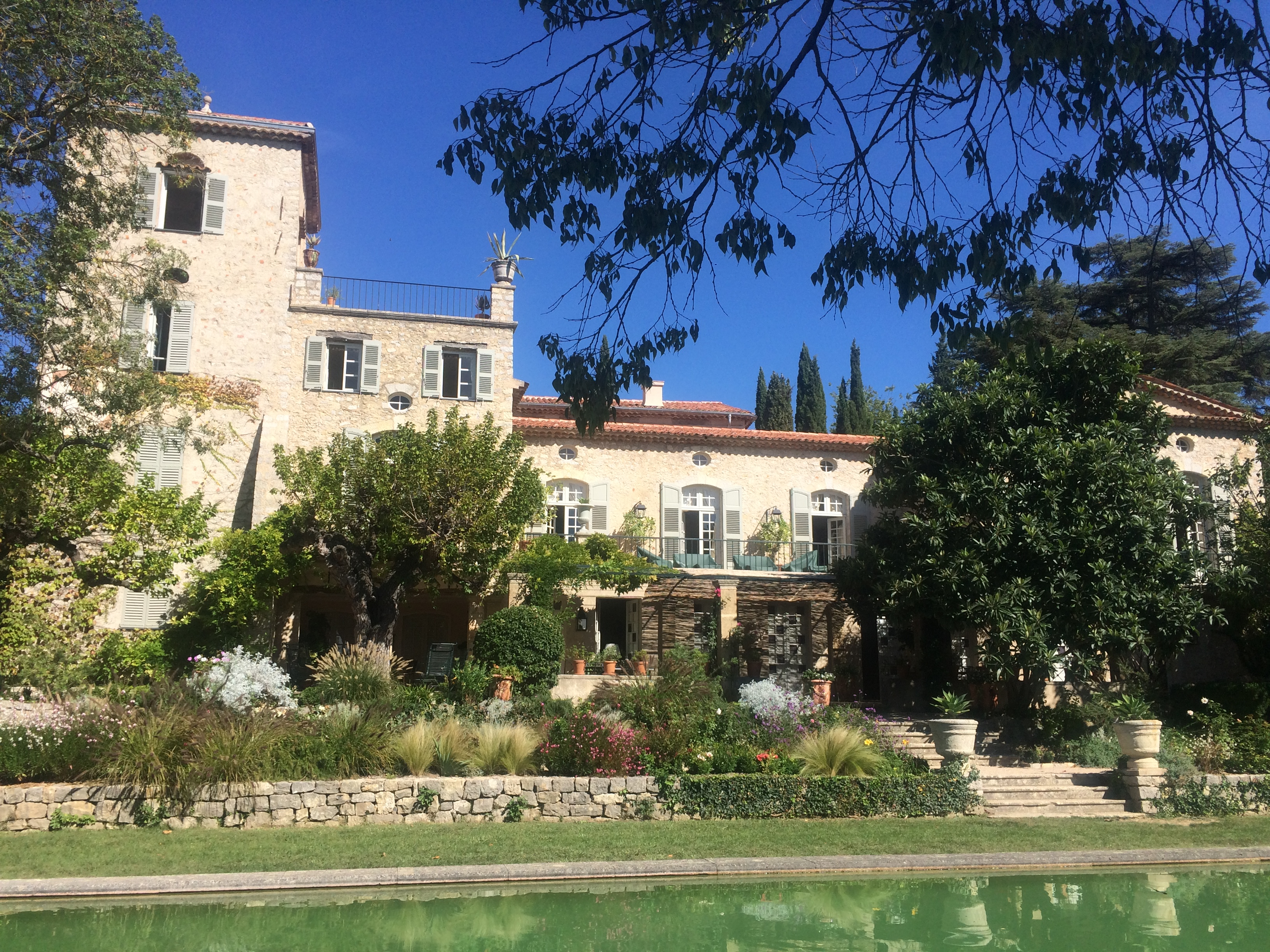
Château de la Colle Noire, Var.

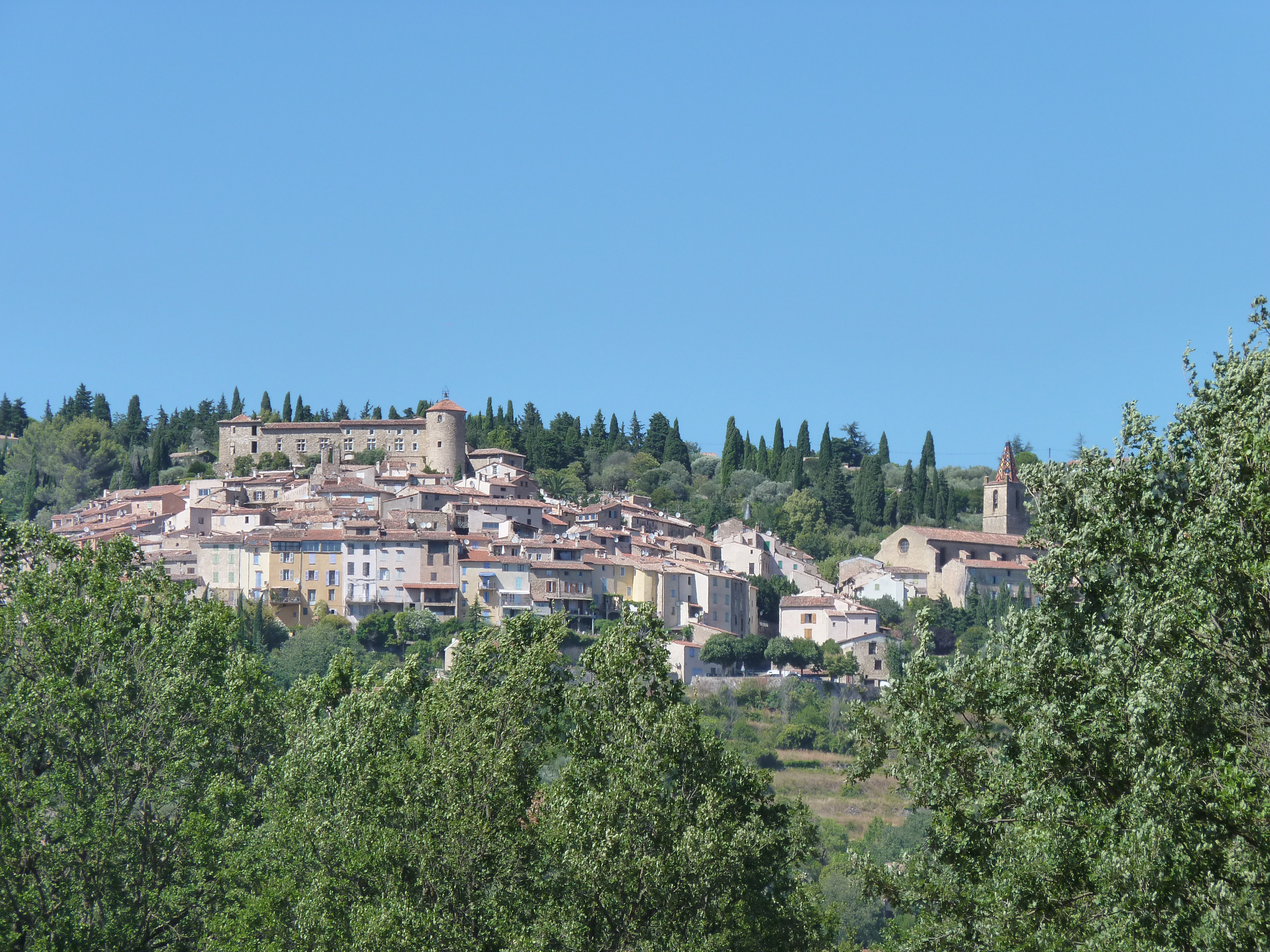
Callian, Var.

Pour se reposer, il séjourne en 1956 dans son château de La Colle Noire dans le Var, où il écrit ses mémoires. En octobre 1957, à 52 ans, juste après avoir présenté sa dernière collection intitulée « fuseau » et conçue avec son jeune assistant Yves Saint-Laurent, il est foudroyé par une crise cardiaque en Italie, où il séjournait quelques jours lors d'une cure à Montecatini Terme. Son corps est alors rapatrié dans son hôtel particulier du 7, boulevard Jules-Sandeau à Paris, dont le vestibule est transformé en chapelle ardente. Il repose à Callian dans le Var.

## Vie privée
Ses aspirations artistiques brisées par sa mère, Christian Dior reste longtemps à la traîne de ses amis — la plupart également homosexuels — dont Jean Cocteau, Francis Poulenc, Max Jacob et Maurice Sachs. Ses débuts sont difficiles. Des centaines de témoignages et journaux intimes révèlent un être généreux et drôle jusqu'à la bouffonnerie, mais profondément secret et qui cacha son homosexualité. À la fin de sa vie, son compagnon est le chanteur algérien Jacques Benita, né en 1930,.
Christian Dior est le frère de la résistante Catherine Dior et l'oncle de Françoise Dior.

## Collections
- 1947 : lignes « Corolle » et « En 8 » dite « New Look » (printemps-été 1947), puis « Corolle » de nouveau[42]
- début 1948 : lignes « Zig-Zag » (printemps-été 1948) et « Envol » (printemps-été 1948)[43]
- milieu 1948 : ligne « Ailée » (automne-hiver 1948)
- début 1949 : ligne « Trompe-l’œil » (printemps-été 1949)[42]
- milieu 1949 : ligne « Milieu du siècle »(automne-hiver 1949-50)[44]
- début 1950 : ligne « Verticale »[45] (printemps-été 1950)
- milieu 1950 : ligne « Oblique » (automne-hiver 1950)
- début 1951 : ligne « Naturelle » (printemps-été 1951)[46]
- milieu 1951 : ligne « Longue » (automne-hiver 1951-52)
- début 1952 : ligne « Sinueuse » (printemps-été 1952)
- 1952 : ligne « Profilée » (automne-hiver 1952-53)
- début 1953 : ligne « Tulipe » (printemps-été 1953)
- milieu 1953 : ligne « Vivante » (automne-hiver 1953-54)[47]
- début 1954 : ligne « Muguet » (printemps-été 1954)
- milieu 1954 : ligne « H »[48] (automne-hiver 1954-55)
- début 1955 : ligne « A »[49] (collection printemps-été 1955)
- milieu 1955 : ligne « Y » (automne-hiver 1955-56)[50]
- début 1956 : ligne « Flèche » (printemps-été 1956)[51]
- milieu 1956 : ligne « Aimant » (automne-hiver 1956-57)[51]
- début 1957 : ligne « Libre »(printemps-été 1957)
- milieu 1957 : ligne « Fuseau » (automne-hiver 1957-58)[52]

## Ouvrages

### Autobiographies
- Christian Dior, Je suis couturier, propos recueillis par Alice Chavane & Élie Rabourdin, Paris, Éditions du Conquistador, coll. Mon Métier, 1951.
- Christian Dior, Christian Dior et moi, Paris, Bibliothèque Amiot - Dumont (réimpr. La Librairie Vuibert, octobre 2011) (1re éd. 1956), 260 p. (ISBN 978-2-311-00441-0, présentation en ligne).

### Préfaces
- Cecil Beaton, The Glass of Fashion, 1954 ; trad. fr. Denise Bourdet, Cinquante ans d'élégance et d'art de vivre, Paris, Amiot-Dumont, 1954 ; rééd. Cecil Beaton, cinquante ans d'élégance et d'art de vivre, Paris, Éditions Séguier, 352 p., 2017  (ISBN 978-2840497240)

## Pour approfondir